# François Rebel
François Rebel (le fils) (ur. 19 czerwca 1701 w Paryżu, zm. 7 listopada 1775 tamże) – francuski kompozytor i skrzypek.

## Życiorys
Syn Jeana-Féry’ego Rebela. W roku 1714 został członkiem Académie Royale de Musique, od 1717 roku był także członkiem zespołu 24 Violons du Roi. Od 1733 roku pełnił funkcję superintendenta muzyki kameralnej i mistrza ceremonii na dworze królewskim, będąc odpowiedzialnym ze wystawianie dzieł scenicznych w teatrach dworskich. Współpracował w tym zakresie z François Francœurem, z którym wspólnie napisał kilka dzieł scenicznych. Od 1743 do 1753 roku był inspektorem Académie Royale de Musique, w latach 1757–1767 pełnił z kolei funkcję jej dyrektora muzycznego. W 1760 roku otrzymał z rąk króla tytuł szlachecki.